# ソフィア・クルテシス
ソフィア・クルテシス (Sofia Kourtesis、1985年8月18日 - )はドイツ、ベルリンを拠点に活動するペルー人 DJ、プロデューサー。

## 経歴
ペルー、リマのマグダレナ地区で生まれた 。2014年にデビューEP「This Is It」をリリースした。2019年にセルフタイトルのセカンドEPをリリースした。そして2020年には4曲入りのEP「Sarita Colonia」をリリースした。2021年の5曲入りEP「Fresia Magdalena」が続いた。
2022年にマヌ・チャオをフィーチャーしたシングル「Estación Esperanz」を、2023年にシングル「Madres」をリリースした。両曲は2023年にNinja Tuneレーベルからリリースされたデビューアルバム「Madres」に含まれている。

## ディスコグラフィー

### スタジオアルバム
| タイトル | 詳細                                              |
| -------- | ------------------------------------------------- |
| Madres   | - リリース: 2023年10月27日 - レーベル: Ninja Tune |

### EP
| タイトル         | 詳細                                                 |
| ---------------- | ---------------------------------------------------- |
| This Is It       | - リリース:2014年11月28日 - レーベル: Duchess Box    |
| Sofia Kourtesis  | - リリース:2019年2月28日 - レーベル: Studio Barnhus  |
| Sarita Colonia   | - リリース: 2020年2月14日 - レーベル: Studio Barnhus |
| Fresia Magdalena | - リリース: 2021年3月19日 - レーベル: Technicolour   |
| Volver           | - リリース: 2025年8月1日 - レーベル: Ninja Tune      |